# Гниловское сельское поселение
Гниловское се́льское поселе́ние — муниципальное образование в Острогожском районе Воронежской области Российской Федерации.
Административный центр — село Гнилое.

## География
Климат умеренно континентальный, с преобладанием юго-западных ветров. Температура воздуха в течение года колеблется в средних пределах от -20 до +35.

## История
Статус и границы сельского поселения установлены Законом Воронежской области от 2 декабря 2004 года № 88-ОЗ «Об установлении границ, наделении соответствующим статусом, определении административных центров муниципальных образований Грибановского, Каширского, Острогожского, Семилукского, Таловского, Хохольского районов и города Нововоронеж».

## Население
| 2000  | 2005  | 2010  | 2012  | 2013  | 2014  | 2015  |
| ----- | ----- | ----- | ----- | ----- | ----- | ----- |
| 4212  | ↘3992 | ↗4044 | ↘4002 | ↘3966 | ↘3963 | ↘3926 |
| 2016  | 2017  | 2018  |       |       |       |       |
| ↘3917 | ↘3904 | ↗3920 |       |       |       |       |

## Состав сельского поселения
| № | Населённый пункт                | Тип населённого пункта       | Население |
| - | ------------------------------- | ---------------------------- | --------- |
| 1 | 1-го отделения совхоза «Победа» | посёлок                      | ↘347      |
| 2 | 2-го отделения совхоза «Победа» | посёлок                      | ↘536      |
| 3 | 3-го отделения совхоза «Победа» | посёлок                      | ↗647      |
| 4 | Ближнее Стояново                | хутор                        | ↘580      |
| 5 | Гнилое                          | село, административный центр | ↗1028     |
| 6 | Сельхозтехника                  | посёлок                      | ↘375      |
| 7 | Сибирский                       | посёлок                      | ↘54       |
| 8 | Элеваторный                     | посёлок                      | ↗477      |